# 第23期女流王将戦
第23期女流王将戦（だい23きじょりゅうおうしょうせん）は、2000年度（2000年月日 - 2001年6月18日）の女流王将戦である。女流王将戦五番勝負は、清水市代女流王将と挑戦者の矢内理絵子女流三段によって行われた。

## 女流王将戦五番勝負
| 対局者             | 第1局         | 第2局          | 第3局         | 第4局          |              |
| 対局者             | 2001年 5月8日 | 2001年 5月21日 | 2001年 6月4日 | 2001年 6月18日 |              |
| ------------------ | ------------- | -------------- | ------------- | -------------- | ------------ |
| 清水市代女流王将   | ●             | ○              | ○             | ○              | 女流王将防衛 |
| 矢内理絵子女流三段 | ○             | ●              | ●             | ●              |              |

※ 第4局で決着したため第5局は実施されず。

## 挑戦者決定リーグ
挑戦1名・陥落3名／対局相手名の(数字)は対局順
(持ち時間＝2時間)

## 予選
(持ち時間＝2時間)